# ゴーストライター (アメリカ合衆国のテレビドラマ)
ゴーストライター（Ghostwriter）は、1992年から1995年にかけてアメリカ合衆国で放送された子供向けテレビドラマ。製作はアメリカのチルドレンズ・テレビジョン・ワークショップ（現：セサミワークショップ）とイギリスのBBCが手掛けており、アメリカ国内では主にPBSにて放送された。

## 概要
本番組は小学生および中学生を対象に読み書きのスキルを教えることを目的として製作され、子供たちが「ゴーストライター」と呼ばれる幽霊の助けを借りながら、街中で起こる事件を解決するというミステリー仕立てのドラマとなっている。各エピソードは視聴者を飽きさせないよう、1つのストーリーを4話連続で展開するという形式が取られている。また、アフリカ系やラテン系といった様々な人種の子供たちの声を反映させる脚本作りがされていた他、サミュエル・L・ジャクソンやジュリア・スタイルズといった俳優や、映画監督のスパイク・リー、ラッパーのドクター・ドレーといった著名人がカメオ出演をしていた。
アメリカでの第1話の放送は、番組宣伝の一環として民放のFOXにて行われた。第1話と第2話は前後編となっており、土曜日の朝にFOXにて第1話を、日曜日の夕方にPBSにて第2話を放送する形態を採った。これはPBSを視聴しない子供に向けた戦略で、スポンサーのナイキの協力のもと行われた。
1997年には児童向けチャンネルのディスカバリーキッズ・ラテンアメリカにてFantasma Escritorの題名で放送され、同年には後続番組として『ニュー・ゴーストライター・ミステリーズ』（The New Ghostwriter Mysteries）がCBSにて放送されたが、低視聴率のためわずか1シーズンで打ち切られている。2006年にはBBCスクールラジオにて本番組のラジオドラマ版が放送された。
ゴーストライターの正体については2010年に、本番組のプロデューサー兼脚本を務めたカーミット・フレイジャー(Kermit Frazier)が、南北戦争の時代に生きていた逃亡奴隷の一人であることを明かしている。

## エピソード
| シーズン | シーズン   | 話数       | 放送日        | 放送日        |
| シーズン | シーズン   | 話数       | 初回放送      | 最終回放送    |
| -------- | ---------- | ---------- | ------------- | ------------- |
|          | 1          | 34         | 1992年10月4日 | 1993年5月16日 |
|          | 2          | 28         | 1993年9月12日 | 1994年4月24日 |
|          | スペシャル | スペシャル | 1994年9月18日 | 1994年9月18日 |
|          | 3          | 12         | 1994年9月25日 | 1995年2月12日 |

## キャスト
- Sheldon Turnipseed - Jamal Jenkins役
- Blaze Berdahl - Lenni Frazier役
- David López - Alex Fernández役
- Mayteana Morales - Gaby Fernández役 (1992–1994)
- Tram-Anh Tran - Tina Nguyen役
- Todd Alexander Cohen - Rob Baker役
- William Hernandez - Héctor Carrero役
- Melissa González - Gaby Fernández役 (1994–1995)
- Lateaka Vinson - Casey Austin役
- Marcella Lowery - CeCe Jenkins役
- サミュエル・L・ジャクソン - Jamalの父親役

## 商品展開
『ゴーストライター』はテレビ番組にとどまらず、雑誌、ノベライズ小説、ソフトウェア、家庭用ビデオ、ゲーム、教師用ガイドなど幅広い商品展開がなされた。特にソフトウェアに関しては、マイクロソフトより「Ghostwriter Mysteries for Creative Writer: The Case of the Blue Makva」が発売されている。

### DVDリリース
2010年6月8日、『ゴーストライター』シーズン1のDVDが5枚組セットでShout! Factory(英語版)より発売され、のちに終盤のエピソードを除く全シーズンのDVDが発売された
。

## 受賞歴
※以下、IMDbの情報を参照。
- 1995年 - 第47回全米脚本家組合賞(英語版)
  - WGA Award (TV) for Children's Script: Carin Greenberg Baker「Don't Stop the Music」 - 受賞

- 1993年 - ヤングアーティスト賞（英語版）
  - Outstanding Performers in a Children's Program: Todd Alexander、Blaze Berdahl、David López、Mayteana Morales、Tram-Anh Tran、Sheldon Turnipseed - ノミネート

## リブート
2019年9月、ゴーストライターのリブート作品が動画配信サービスApple TV+で配信されることが報じられ、11月1日に配信が開始された。本作は2020年5月に第47回デイタイム・エミー賞において8つのノミネートを獲得し、7月26日に子供・家族向けシリーズ番組の部門で受賞している。また、同年10月9日よりシーズン2が配信された。2022年10月5日、本番組のシーズン3の配信が発表され、同年10月21日にシーズン全話が一挙公開された。

### キャスト
※括弧内は日本語吹替。
メイン
- ルーベン・レイナ - アイザック・アレラネス（岡島遼太郎）- シーズン1～2
- シェヴォン・レドモンド - アマディ・チャバタ（金子睦）- シーズン1～2
- カーティス・パーマー＝モレノ - Justin Sanchez - シーズン1～2
- ドナ・パーマー＝モレノ - Hannah Levinson - シーズン1～2
- サミール・ユセフ - Nour Assaf（林卓[26]） - シーズン3
- ニア・マップ - Princess Mapp（小林星蘭）- シーズン3
- チャーリー・アレン - デア・マクロード（永瀬アンナ）- シーズン3
- シドニー・アレン - Josette Halpert - シーズン3
- オリバー・ラモス - Romel De Silva - シーズン3
- マルコム - Tony Ofori - シーズン3

本のキャラクター
- シーズン1
  - Devyn Nekoda - アリス（不思議の国のアリス）（黒木彩加）
  - ニール・パトリック・ハリス - 白ウサギ（不思議の国のアリス）
  - Josh Cruddas - 帽子屋（不思議の国のアリス）
  - Patrice Goodman - ハートの女王（不思議の国のアリス）
  - Julian Zane Chowdhury - モーグリ（ジャングル・ブック）
  - アーシフ・マンドヴィ - バギーラ（ジャングル・ブック）
  - Cameron Brodeur - カマリロ・キッド
  - Andrew Chown - ヒッチ
  - ルイーザ・ジュ - デイル・スウィート（白石涼子）
  - Kiara Groulx - レイン・ワトソン
  - Steven Yaffee - ヴィクター・フランケンシュタイン（フランケンシュタイン）
  - Stephen R. Hart - 怪物（フランケンシュタイン）
  - Ess Hödlmoser - 女の怪物

- シーズン2
  - Chloe Ling - Dajie
  - Jeff Joseph - フランク・クレモンズ
  - Camilla Arfwedson - シャーロック・"シャール"・ホームズ（シャーロック・ホームズシリーズ）
  - Zoe Doyle - ジョーン・ワトソン（シャーロック・ホームズシリーズ）
  - ブレット・ダルトン - ヴィンセント船長
  - クリス・ディアマントポロス - オーウェン・クイン
  - Kate Drummond - ジュヌヴィエーヴ・マーカス
  - Steve Valentine - ジミー・ボーンズ
  - Alain Goulem - ベルソン軍曹
  - Rachel Wilson - リンダ・クイン
  - Aviv Cohen - ジーン・ベルソン

- シーズン3
  - Jacob Boose - かかし（オズの魔法使い）
  - Esther Ming Li - ブリキの少女（オズの魔法使い）※原作におけるブリキの木こり
  - ランドール・パーク - 臆病なライオン（オズの魔法使い）
  - Noah Lamanna - 西の悪い魔女
  - レオ・エル・マグニフィコ - Joshua Zaharia（千葉翔也）
  - ジェイ・バルチェル - ラルフ（子ねずみラルフのぼうけん）
  - Sydney Kuhne - レインボー
  - シャーロット（シャーロットのおくりもの）ジーン・スマート（塩田朋子）- シーズン3
  - イアン・アーミテージ - ウィルバー（シャーロットのおくりもの）
  - Darrin Baker - ホーマー・ザッカーマン（シャーロットのおくりもの）
  - Evan Annisette - ラーヴィー（シャーロットのおくりもの）
  - Amy O'Grady - 羊（シャーロットのおくりもの）
  - Teresa Pavlinek - ガチョウ（シャーロットのおくりもの）
  - Jewelle Blackman - マミワタ
  - Farhang Ghajar - クン・アヌプ

### シーズン一覧
| シーズン | シーズン | エピソード | 放送日         | 放送日         |
| シーズン | シーズン | エピソード | 初回           | 最終回         |
| -------- | -------- | ---------- | -------------- | -------------- |
|          | 1        | 13         | 2019年11月1日  | 2020年5月1日   |
|          | 2        | 13         | 2020年10月9日  | 2021年5月7日   |
|          | 3        | 13         | 2022年10月21日 | 2022年10月21日 |

※各エピソードの邦題は、日本語版公式ウェブサイトに記載されているものを引用。

#### シーズン1
| 通算   | 話数   | 邦題 原題                                             | 放送日        |
| ------ | ------ | ----------------------------------------------------- | ------------- |
| 12     | 12     | "不思議の国のゴースト" "Ghost in Wonderland"          | 2019年11月1日 |
| 34     | 34     | "ジャングル・ゴースト" "The Jungle Ghost"             | 2019年11月1日 |
| 567    | 567    | "ワイルド・ワイルド・ゴースト" "The Wild, Wild Ghost" | 2019年11月1日 |
| 8910   | 8910   | "光玉のゴースト" "A Sparkly Ghost"                    | 2020年5月1日  |
| 111213 | 111213 | "フランケン・ゴースト" "Franken-Ghost"                | 2020年5月1日  |

#### シーズン2
| 通算   | 話数   | 邦題 原題                                         | 放送日        |
| ------ | ------ | ------------------------------------------------- | ------------- |
| 1415   | 12     | "ルーベンとゴースト絵筆" "The Ghostly Paintbrush" | 2020年10月9日 |
| 1617   | 34     | "ゴースト・タクシー" "Ghost Cab"                  | 2020年10月9日 |
| 181920 | 567    | "消えたゴースト" "The Case of the Missing Ghost"  | 2020年10月9日 |
| 212223 | 8910   | "時間旅行のゴースト" "Ghost Castaways"            | 2021年5月7日  |
| 242526 | 111213 | "ゴーストライター" "The Ghost Writer"             | 2021年5月7日  |

#### シーズン3
| 通算   | 話数 | 邦題 原題                                                             | 放送日         |
| ------ | ---- | --------------------------------------------------------------------- | -------------- |
| 272829 | 123  | "オズのゴースト" "Ghost of Oz"                                        | 2022年10月21日 |
| 3031   | 45   | "マジック・ゴースト" "The Magic Ghost"                                | 2022年10月21日 |
| 3233   | 67   | "ゴーストと子ねずみの冒険" "The Ghost, the Mouse, and the Motorcycle" | 2022年10月21日 |
| 3435   | 89   | "彼はゴースト、彼女はレインボー" "He's a Ghost, She's a Rainbow"      | 2022年10月21日 |
| 3637   | 1011 | "ゴーストのおくりもの" "The Ghost's Web"                              | 2022年10月21日 |
| 3839   | 1213 | "雄弁なゴースト" "The Eloquent Ghost on the Bayou"                    | 2022年10月21日 |

### 受賞歴
| 年     | 作品名           | 賞                         | 部門                                               | 結果       |
| ------ | ---------------- | -------------------------- | -------------------------------------------------- | ---------- |
| 2020年 | ゴーストライター | 第47回デイタイム・エミー賞 | 子供・家族向けシリーズ番組                         | 受賞       |
| 2020年 | ゴーストライター | 第47回デイタイム・エミー賞 | 子供・ヤングアダルト番組脚本                       | ノミネート |
| 2020年 | ゴーストライター | 第47回デイタイム・エミー賞 | 子供・ヤングアダルト番組演出                       | ノミネート |
| 2020年 | ゴーストライター | 第47回デイタイム・エミー賞 | 実写番組のメインタイトルおよびグラフィックデザイン | ノミネート |
| 2020年 | ゴーストライター | 第47回デイタイム・エミー賞 | 照明                                               | ノミネート |
| 2020年 | ゴーストライター | 第47回デイタイム・エミー賞 | 撮影                                               | ノミネート |
| 2020年 | ゴーストライター | 第47回デイタイム・エミー賞 | 実写番組の音響編集                                 | ノミネート |
| 2020年 | ゴーストライター | 第47回デイタイム・エミー賞 | 衣装デザイン・スタイリング                         | ノミネート |
| 2020年 | ゴーストライター | 第47回デイタイム・エミー賞 | 特殊効果・衣装・メイクアップ・ヘアスタイリング     | ノミネート |